# 김지형 (방송인)
김지형(1980년 7월 14일 ~ )은 대한민국의 프리랜서 아나운서이다. 2006년 5월 KBC 광주방송 입사 후 생활뉴스 앵커로 방송을 시작하였으며, 이후 예능 MC, 뉴스 진행, 라디오 진행, 교양 프로그램 진행 등을 맡았다. 2016년 3월에 10년간 근속했던 광주방송에서 퇴사하고 프리랜서로 전향하였으며, 2024 현재 강사, 라디오, 행사, MC, youtube 등에서 활동중이다.

## 학력
- 성균관대학교 대학원 신문방송학과 언론학 석사

## 경력
- 2006년 : KBC 광주방송 아나운서 (입사,  2016년 퇴사)

## 출연작

### 텔레비전 프로그램
- 2007년 ~ 2012년 : KBC 광주방송  《KBC8시뉴스》
- 2012년 : KBC 광주방송 《시사플러스》
- 2012년 : KBC 광주방송 《생방송 투데이》
- 2013년 : KBC 광주방송 《생방송 남도의 아침》
- 2013년 : KBC 광주방송 《고고퀴즈왕》
- 2013년 : KBC 광주방송 《고향이 보인다》
- 2013년 : KBC 광주방송 《남도의 아침》
- 2014년 ~ 2015년 :  KBC 광주방송 《모닝와이드》

### youtube 출연
- 이동형 TV 《더 워룸》 《주다녀들》 《측면승부》
- 엠장기획 《엠크나이트》
- 매불쇼 《사랑은love..》
- 극장골
- 퍼플레인스튜디오

## 홍보대사
- 2014년 한국PD연합회 광주전남지부 광주전남지역방송인의 밤 광주전남 MC부문